# Écrit sur de l'eau...
Écrit sur de l'eau... est un roman de Francis de Miomandre publié en 1908 et récompensé la même année par le prix Goncourt.

## Résumé
Un jeune-homme, Jacques de Meillan, se promène sur les rives de Marseille et se laisse aller à divaguer, au fil de l'eau, dans ce qui constitue un apprentissage sentimental.

## Réception critique
L'édition originale est parue grâce à la revue Le Feu (1905-1914) éditée à Aix-en-Provence et Marseille par Émile Sicard (1879-1920) : le premier tirage effectué sans doute avant l'été 1908 est de cinq cents exemplaires. Le prix Goncourt est décerné en décembre : il ne reste qu'une dizaine d'exemplaires disponibles dans les librairies parisiennes. Émile Sicard entreprend alors de faire réimprimer l'ouvrage en urgence, soit 3 000 exemplaires, grâce à Henri Falcon, associé aux éditions Émile-Paul Frères. Celles-ci mettront des années à écouler le stock, car les ouvrages arrivèrent trop tard dans les rayons.

Dans La Nouvelle Revue française, no 2, paru en mars 1909, André Gide écrit à propos de cet ouvrage : 

« Sur quel ton parler de ce livre léger ? Léger comme une bulle, inconsistant, bizarre, il se dérobe sous la critique et semble sans cesse en formation. Il pourrait être insupportable ; il est charmant. »

## Éditions
- Première publication par les Éditions du Feu à Cavaillon, puis repris chez Henri-Falcon (filiale d'Émile-Paul Frères), Paris, les deux en 1908.
- Éditions Ferenczi & fils, coll. Le Livre moderne illustré, Paris, 1923, avec des bois gravés de Clément Serveau.
- Éditions Émile-Paul Frères, Paris, 1947, avec des eaux-fortes de Emili Grau i Sala.
- Réédition aux Éditions de la Différence, 2013.